# António Inocêncio Moreira de Carvalho
António Inocêncio Moreira de Carvalho CvA • GOC (Lisboa, 6 de Janeiro de 1894 — Lisboa, 12 de Setembro de 1942) foi um militar do Exército Português, mas com uma parte importante da sua carreira passada nas forças de segurança, que exerceu diversos cargos políticos no contexto do regime do Estado Novo, entre os quais o de governador civil do Distrito da Horta.

## Biografia
Nasceu em Lisboa, mas por via materna tinha ligações familiares à ilha do Faial.
Iniciou a sua carreira militar assentando praça como voluntário, no ano de 1911, no Regimento de Cavalaria Nº 4, em Lisboa. Em 1916 foi promovido a alferes miliciano, tendo entretanto concluído o curso da Escola Prática de Oficiais Milicianos e frequentado algumas cadeiras do Instituto Industrial e Comercial de Lisboa.
Em 1918, num período em que a Guarda Nacional Republicana teve um papel determinante na manutenção do regime da Primeira República Portuguesa, foi colocado naquela força de segurança, na qual em 1919 foi promovido a tenente, mas permanecendo na situação de miliciano.
Foi ajudante-de-campo de vários generais, e em 1926 acedeu ao quadro de adidos, no posto de tenente. A partir de 1929 passou em comissão de serviço para Polícia de Segurança Pública, sendo nomeado comandante daquela polícia no Distrito de Setúbal, cargo que exerceu de 1 de Abril de 1929 a 21 de Março de 1939. Naquelas funções teve um papel importante na repressão dos movimentos operários em Setúbal e noutras localidades do distrito, particularmente em 1939, e na perseguição a fugitivos da Guerra Civil de Espanha. Foi louvado pelos serviços prestados e em 1938 foi colocado no quadro do Exército Português no posto de capitão.
Demonstrada a sua fidelidade ao Estado Novo, foi nomeado governador civil do Distrito da Horta após uma visita às ilhas feita por Marcelo Caetano, ao tempo encarregue de elaborar o novo Estatuto dos Distritos Autónomos das Ilhas Adjacentes, diploma que entraria em vigor no ano de 1940 e que transformaria o Distrito da Horta no Distrito Autónomo da Horta, estendendo às ilhas mais ocidentais do arquipélago a autonomia administrativa que as restantes ilhas já gozavam há mais de quatro décadas. A sua tomada de posse, a 17 de Março de 1939, ocorreu alguns meses antes de se ter desencadeado a Segunda Guerra Mundial, conflito durante o qual os Açores ganharam grande centralidade na política externa portuguesa, a ponto de ser enviado um Corpo Expedicionário para garantir a soberania portuguesa no território. As suas funções de governador civil decorrerem num período de grandes mudanças na administração distrital, resultado da autonomia concedida ao distrito, e das grandes tensões sociais e políticas que resultaram de a cidade da Horta ser então um estratégico ponto de amarração de cabos submarinos e porto de reabastecimento da navegação internacional num ambiente de guerra.
Exerceu as funções até falecer em Lisboa, para onde partiu por razões de saúde. Durante a sua administração foi construído um bairro residencial, inicialmente destinado a membros das forças de segurança e funcionários metropolitanos, que foi denominado Bairro Moreira de Carvalho. Apesar de ser constituído por casas em madeira, o pequeno bairro sobreviveu até finais do século XX e o nome ainda perdura na toponímia da cidade da Horta.
Para além de louvores pelo seu desempenho na repressão do movimento operário em Setúbal e na perseguição e detenção de fugitivos republicanos espanhóis, foi condecorado com o grau de Cavaleiro da Ordem Militar de Avis (5 de Outubro de 1929) e com o grau de Grande-Oficial da Ordem Militar de Cristo (19 de Novembro de 1941).